# Hall-Héroult-proces

Processchema

Het Hall-Héroult-proces is een elektrolyseproces dat gebruikt wordt voor de productie van metalen. Voor de elektrolyse is een niet-hygroscopisch en goed geleidend zout nodig om de grondstof voor de metaalproductie in op te kunnen lossen. Het proces is naar de Amerikaan Charles Martin Hall en de Fransman Paul Héroult genoemd, die gelijktijdig maar onafhankelijk van elkaar in 1886 dit proces uitvonden.

## Aluminium
Een van de metalen waarbij dit proces op grote schaal wordt toegepast is aluminium. De grondstof voor de productie is aluminiumoxide Al2O3, dat met grafiet wordt gereduceerd:
{\displaystyle \mathrm {2\ Al_{2}O_{3}\ +\ 3\ C\ \longrightarrow \ 4\ Al\ +\ 3\ CO_{2}} }
De reactie wordt uitgevoerd in een bad van vloeibaar kryoliet, natriumaluminiumhexafluoride Na3AlF6. Aan de kathode komt vloeibaar aluminium vrij, aan de anode koolstofdioxide. Elektrolytische reductie van aluminiumoxide is met het Hall-Héroult-proces bij 950 tot 970 °C mogelijk, terwijl aluminiumoxide pas smelt bij 2050 °C. Nadeel van het proces is dat er voor reductie veel elektrische energie nodig is. Theoretisch 6,2 kWh per kilogram, maar in de praktijk ligt dit ongeveer twee keer zo hoog.

## Magnesium
Een ander metaal dat met een Hall-Héroult-achtig proces kan worden gevormd, is magnesium. Voor de productie hiervan wordt gebruikgemaakt van magnesiumchloride MgCl2:
{\displaystyle \mathrm {MgCl_{2}\ \longrightarrow \ Mg\ +\ Cl_{2}} }
Tijdens het proces treden de volgende reacties op:
- Kathodereactie:

{\displaystyle \mathrm {Mg^{2+}\ +\ 2\ e^{-}\ \longrightarrow \ Mg} }
- Anodereactie:

{\displaystyle \mathrm {2\ Cl^{-}\ \longrightarrow \ Cl_{2}\ +\ 2\ e^{-}} }

## Fabrieken
- Aluchemie
- DAMCO Aluminium Delfzijl
- Pechiney

## Voetnoten
1. ↑  Trueb, Lucien F. (2010). Het periodieke systeem. Veen magazines, Diemen. ISBN 978-9085712930.